# Okręg Lwów Batalionów Chłopskich
IX Lwowski Okręg Batalionów Chłopskich – jeden z okręgów w strukturze organizacyjnej Batalionów Chłopskich. Został utworzony w 1943 i obejmował województwa: tarnopolskie, stanisławowskie i wschodnią część województwa lwowskiego.

## Struktura organizacyjna
Na czele okręgu stała jego Komenda Główna.
- Komendantami głównymi byli kolejno:
  - Adam Cużytek
  - Jan Schram[1]
  - Jan Nowak
- Zastępcą komendanta był:
  - Józef Kanak
- Szefem sztabu był:
  - Stanisław Zdąbłasz
- Szefem organizacyjnym był:
  - Mieczysław Nowaczek
- Szefem zaopatrzenia był:
  - Franciszek Gąsiewicz
- Szefami łączności byli kolejno:
  - Maria Kanak-Karpowa
  - Mikołaj Szmigulan
  - Władysława Solska

Został podzielony na podokręgi i obwody:
- Podokręg A Tarnopol (komendant Adolf Kita)
  - Obwód Tarnopol (komendant?[2])
  - Obwód Brzeżany (komendant Kazimierz Szulc)
  - Obwód Buczacz (komendant Weronika Wąsikowa, Marian Ugrewicz)
  - Obwód Czortków (komendant Jan Kaczorowski)
  - Obwód Kopyczyńce (komendant Karol Solski)
  - Obwód Podhajce (komendant Tadeusz Szadaj)
  - Obwód Przemyślany (komendant Antoni Jarłowiecki)
  - Obwód Skałat (komendant Józef Janusz)
  - Obwód Trembowla (komendant Bronisław Kopaczyński)
  - Obwód Zbaraż (komendant Józef Borucki)
  - Obwód Zborów (komendant Mikołaj Olender)
- Podokręg B Stanisławów (komendant Józef Moskal)
  - Obwód Kałusz (komendant Edward Szczur, Wojciech Drozd)
  - Obwód Rohatyn (komendant Józef Cabaj)
  - Obwód Stanisławów (komendant Józef Partyka, Józef Gadziński)
  - Obwód Stryj (komendant Józef Rutyna, Józef Burdzy)
  - Obwód Tłumacz (komendant Michał Kruk)
  - Obwód Żydaczów (komendant Stanisław Gąska)
- Podokręg C Lwów (komendant Józef Kanak)
  - Obwód Drohobycz (komendant?[3])
  - Obwód Jaworów (komendant?[4])
  - Obwód Gródek Jagielloński (komendant Marcin Kaliczak)
  - Obwód Lwów Miasto (komendant Roman Gierczak)
  - Obwód Lwów Powiat (komendant Andrzej Bryl, Jan Rzeczuch)
  - Obwód Mościska (komendant Kazimierz Lech)
  - Obwód Rudki (komendant Walenty Cygan)
  - Obwód Sambor (komendant Szczepan Ozga)
  - Obwód Sokal (komendant Wojciech Gorzkiewicz)
  - Obwód Żółkiew (komendant Bronisław Kaliczak)